# Алёнушка и солдат (мультфильм)
«Алёнушка и солдат» — советский кукольный мультфильм 1974 года, снятый на творческом объединении «Экран» режиссёром Юрием Елисеевым по собственному сценарию на основе спектакля Ленинградского государственного кукольного театра сказки по мотивам пьесы-сказки Владимира Лифшица и Ирины Кичановой-Лифшиц.
Третий и последний из серии кукольных мультфильмов ТО «Экран» по русским сказкам.

## Сюжет
Возвращался солдат со службы домой и попросился у старичков переночевать. Те рассказали ему, какое горе у них: Змей Горыныч прилетел и похитил их дочку Алёнушку. Солдат пообещал пойти к Змею и освободить её, но трёхглавый Змей сам вскоре прилетел, снова напугав стариков. Сначала солдат хотел застрелить Змея из ружья, но последний оказался неуязвимым. И солдат, пойдя на хитрость, нанялся к Змею в сторожа.
Прилетев в змеиный дворец, солдат со Змеем попарился в бане, заодно узнав, что Змей страшно боится берёзового духа. Поняв, что силой ему Змея не одолеть, солдат решил действовать теперь смекалкой. Он наговорил одной голове на другую, и они сами себе снесли все три головы. Только солдат и Алёнушка вернулись к старикам, как поднялся сильный ветер, и снова явился Змей Горыныч.
Применив смекалку в третий раз, солдат стал горько плакать. Змей подумал, что солдат боится смерти, а нет — плачет, потому что никогда не был в цирке. Змеиные головы пообещали устроить ему цирк. Во время представления Алёнушка попросила Змея превратиться в берёзовое полено. Услышав преднамеренное извинение солдата за девушку из-за неумения Змея превращаться в полено, тот исполнил просьбу.
Солдат взял Горыныча, ставшего поленом, и бросил в печку. А потом из печки неожиданно вылез маленький Змей, из которого всё зло вышло, и он стал добрым. Старики и их дочка изумлялись внезапным переменам, пока вдруг не вспомнили о солдате, который исчез — он пошёл дальше делать добрые дела.

## Создатели
- Автор сценария и режиссёр: Юрий Елисеев
- Художник-постановщик: Нелли Полякова
- Оператор: Николай Калинин
- Композитор: Борис Кравченко
- Звукооператор: Татьяна Фрадис
- Монтажёр: Н. Зарубина
- Редактор: Алиса Феодориди
- Директор: В. Попов

## Роли озвучивали
| Актёр             | Роль                         |
| ----------------- | ---------------------------- |
| Виктор Павлов     | Солдат                       |
| Нина Русланова    | Алёнушка                     |
| Рогволд Суховерко | Зелёная голова Змея Горыныча |
| Анатолий Баранцев | Синяя голова Змея Горыныча   |
| Василий Щелоков   | Жёлтая голова Змея Горыныча  |
| Зинаида Нарышкина | Старуха                      |
| Виктор Файнлейб   | Старик                       |